# فیش‌نت

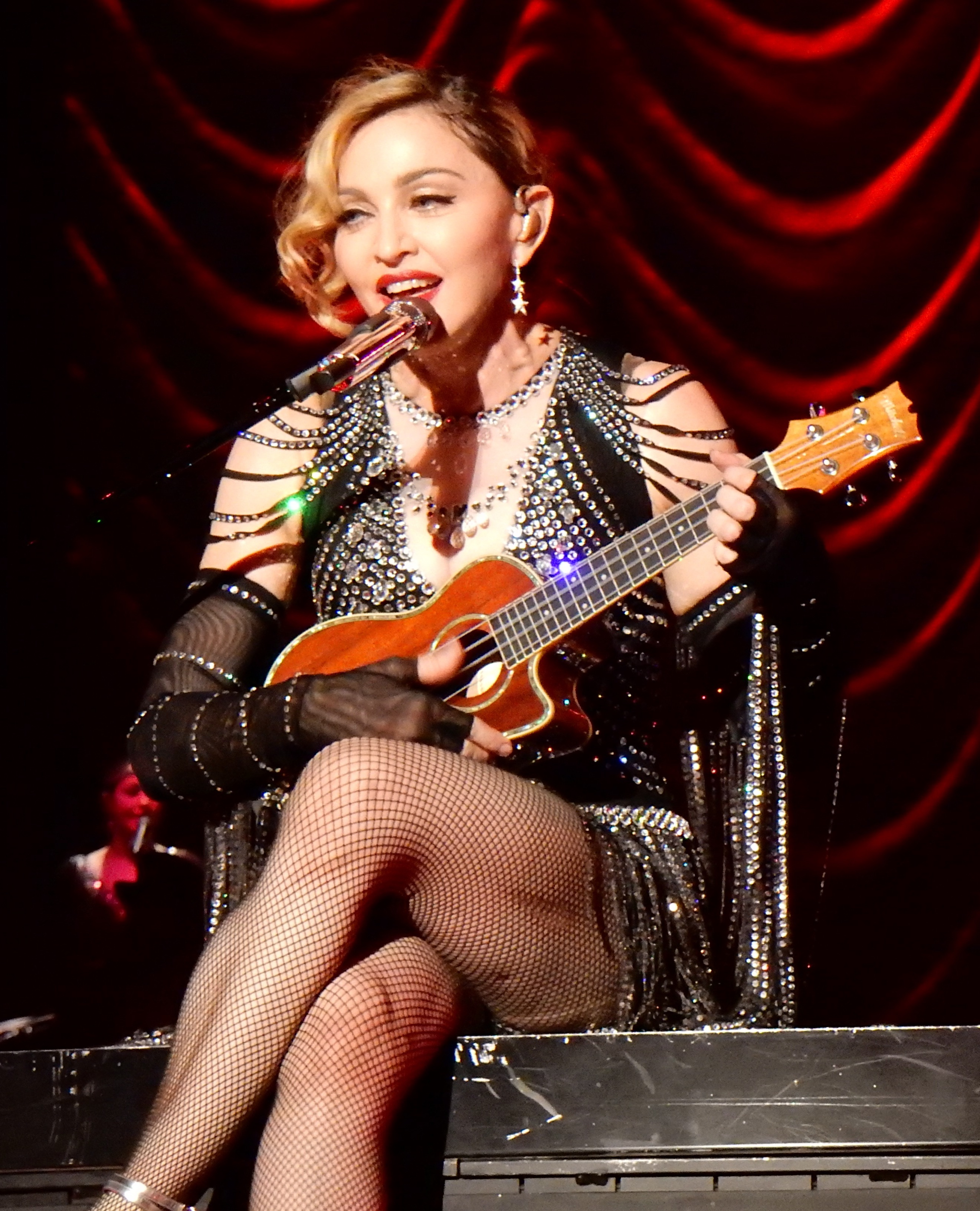
جوراب فیش‌نت

فیش‌نت یا بافت تورماهی (انگلیسی: Fishnet) در زمینه منسوجات بافتی با گره‌های باز الماس شکل است که اغلب برای جوراب ساق بلند، جوراب شلواری، جوراب بدن و دستکش استفاده می‌شود. در دنیای مد و فرهنگ عام، فیش‌نت به‌طور کلی به عنوان یک پوشش سکسی در نظر گرفته می‌شود؛ به ویژه به عنوان لباس زیر، به دلیل توری و بدن نما بودن. گاهی به جوراب فیش‌نت جوراب زنبوری نیز گفته می‌شود.